# Stenophrixothrix darlingtoni
Stenophrixothrix darlingtoni är en skalbaggsart som beskrevs av Wittmer 1976. Stenophrixothrix darlingtoni ingår i släktet Stenophrixothrix och familjen Phengodidae. Inga underarter finns listade i Catalogue of Life.